# Tilya Tepe
Tilya Tepe (Tillya Tepe) is een plaats niet ver van Sjeberghan in noordelijk Afghanistan, waar in 1978 een schat gevonden is uit de tijd van het koninkrijk Bactrië.
De schat bestond uit zo'n 20.000 voorwerpen, waaronder veel gouden munten. Ze werd gevonden vlak voor de machtsovername van de communisten, die een lange tijd van geweld en ellende voor het land inluidde. Onder de communisten werd de schat in een bankkluis bewaard die wel even geopend werd maar de schat bleef onaangeroerd.
Onder het Taliban-bewind, dat weinig ophad met overblijfselen uit het pre-islamitisch verleden zoals de Boeddha's van Bamyan, zijn een aantal pogingen gedaan de kluis open te krijgen maar de bankbedienden waren niet erg behulpzaam. Ook vlak na de verdrijving van de Taliban trachtten een aantal op eigen gewin uitzijnde ambtenaren de kluis open te krijgen maar wederom zonder gevolg. In 2003 lukte het eindelijk de kluis te openen en de schat kwam ongedeerd weer tevoorschijn. Een belangrijk historisch erfdeel is daarmee bewaard gebleven.